# Église de l'Exaltation-de-la-Sainte-Croix d'Ormersviller

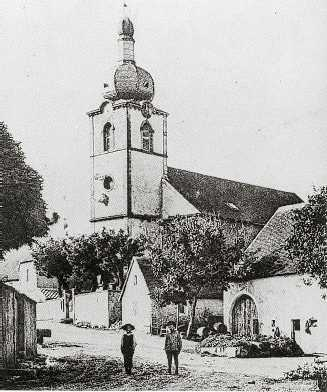
Vue de l'église avant la Seconde Guerre mondiale

Pour les articles homonymes, voir Église de l'Exaltation-de-la-Sainte-Croix.
L'église de l'Exaltation-de-la-Sainte-Croix se situe dans la commune française d'Ormersviller et le département de la Moselle.

## Histoire
Du point de vue spirituel, Ormersviller est succursale de Volmunster jusqu'en 1802, date à laquelle il est érigé en paroisse de l'archiprêtré du même nom. Dédié à l'Exaltation de la Sainte-Croix, l'édifice est reconstruit en 1835 pour remplacer une chapelle devenue trop petite.

## Édifice
Au début du XXe siècle, on voit encore la tour, sans doute romane, de l'ancienne église paroissiale, accolée à la maison d'école, dont il ne subsiste plus aujourd'hui que la trace d'un arc sur le mur-pignon. Avant la Seconde Guerre mondiale, un vieux mur entoure le cimetière et l'église se dresse derrière une rangée de tilleuls, avec sa haute tour. Après la guerre, les parties hautes de la tour sont refaites et un modeste toit en pavillon surmonté d'un lanternon remplace le bulbe polygonal qui coiffait le clocher.